# Арман Огюстен Луї Коленкур
Арман Коленкур (фр. Armand Augustin Louis de Caulaincourt; 9 грудня 1773 —†19 лютого 1827) — французький генерал, політик, дипломат часів Першої імперії, герцог Віченцький, автор мемуарів.

## Життєпис
Народився у 1773 році у м. Коленкур у родині королівського офіцера маркіза Габріеля-Луїса Коленкура. У 1788 році почав військову кар'єру під орудою батька. У 1789 році став лейтенантом, у 1791 році —помічником—ад'ютантом свого батька, у 1792 році — капітаном. 1 червня 1792 року записується добровольцем до Національної гвардії. Спочатку був простим солдатом. У 1793 році стає сержантом, 1794 році його заарештували, але йому вдалося втекти. Після 9 термідора повертається до Франції. У 1795 році отримує звання капітана. Незабаром завдяки Луї-Лазарю Гошу стає ад'ютантом генерала Обер-Дюбайе у Шербурі. 1796 році супроводжує його до Венеції, а потім до Стамбула.
По поверненню у 1797 році до Франції зараховується до Рейнської армії. У 1799 році стає полковником. У битвах під Штоках та енхеймам очолює кавалерійський полк.
У 1801 році міністр закордонних справ Шарль-Моріс де Талейран-Перігор доручає Коленкуру дипломатичну місію у Санкт-Петербурзі. Проте він досяг особливого успіху у зближенні Росії та Фраенції. Тому через 6 місяців повернувся до дому. У 1802 році стає ал'ютантом Наполеона Бонапарта, 1803 року — бригадним генералом. водночас отримує посаду генерального інспектора консульських стаєнь.
У 1804 році виконував дипломатичну місію до курфюрства Баденського. Вона слугувала завісою для викрадення принца Енгієнського. після проголошення у 1804 році Франції імперією Коленкур отримує почесну посаду великого конюшего. У 1805 році отримує звання дивізійного генерала, після чого служить у штаб-квартирі Великої армії. У 1807 році стає послом Франції в Росії. У 1808 році Наполеон I надав йому титул герцога Віченцького. Проте не зміг налагодити тривалу співпрацю імператорів Олександра I й Наполеона I. Тому у 1811 році пішов у відставку, повернувшись до Франції.
Коленкур брав участь у кампанії 1812 року у почті Наполеона. Значної ролі у битвах цього періоду не відігравав на відміну від свого брата Огюста Коленкура. Після відступу французів з Росії Наполеон Бонапарт повертався до Франції під ім'ям Коленкура. У квітні 1813 року Коленкур стає сенатором. Підписав перемир'я з союзними військами у Плесвіці. Вів також перемовини у Празі щодо укладання остаточного миру, проте дії самого Наполеона I завадили спробам Коленкура досягти цього.
20 листопада 1813 року Бонапарт призначає Коленкура міністром закордонних справ. Надалі був організатором миру в Шатійоні, завдяки чому Наполеон зрікся трону, але отримав у володіння о. Ельба. за часів Бурбонів Арман Коленкур був позбавлений усіх посад, проте зберіг свої маєтки. Під час Ста днів Коленкур підтримав Наполеона Бонапарта. Тому знову став міністром закордонних справ, а також став пером Франції. Намагався укласти мир з членами антифранцузької коаліції, але марно.
Після остаточного повалення Наполеона Бонапарта усамітнився у власному будинку у Парижі, де й помер 19 лютого 1827 року.

## Родина
Дружина — Андрієна-Іре-Луїза де Карбоннел де Канізі (1785—1876)

## Мемуари
- Посольство до Санкт-Петербурга і російська кампанія
- Агонія Фонтенбло